# Brenden Aaronson
Brenden Russell Aaronson (sinh ngày 22 tháng 10 năm 2000) là một cầu thủ bóng đá chuyên nghiệp người Mỹ hiện đang thi đấu ở vị trí tiền vệ tấn công hoặc tiền vệ cánh cho câu lạc bộ Leeds United tại Premier League và đội tuyển bóng đá quốc gia Hoa Kỳ.
Tháng 5 năm 2022, Aaronson chuyển đến Leeds United từ Red Bull Salzburg với giá 30,2 triệu đô la Mỹ (24,7 triệu bảng Anh), khiến anh trở thành cầu thủ bóng đá Mỹ đắt giá thứ hai mọi thời đại.

## Đầu đời
Sinh ra ở Medford, New Jersey, Aaronson theo học trường trung học Shawnee một năm trước khi vào Học viện YSC của câu lạc bộ trẻ Philadelphia Union, nơi anh chơi bóng đá và hoàn thành chương trình học trung học. Trong thời gian ở Học viện YSC, Aaronson đã chơi cho đội trẻ Philadelphia Union trước khi vào Đại học Indiana và bắt đầu sự nghiệp bóng đá với Bethlehem Steel FC.

## Sự nghiệp câu lạc bộ

### Bethlehem Steel
Aaronson lần đầu ra sân với tư cách là một cầu thủ học viện đang chơi cho Bethlehem Steel FC trong mùa giải 2017 sau khi học viện Philadelphia Union. Tháng 10 năm 2017, Aaronson có trận ra mắt Steel FC trong trận hòa trên sân khách trước Tampa Bay Rowdies. Aaronson đã có 21 lần ra sân và ghi bàn thắng đầu tiên cho đội bóng chuyên nghiệp vào lưới Atlanta United 2.

### Philadelphia Union
Ngày 17 tháng 9 năm 2018, Aaronson gia nhập câu lạc bộ Philadelphia Union vào đầu mùa giải 2019. Ngày 17 tháng 3 năm 2019, anh ghi bàn thắng chuyên nghiệp đầu tiên trong trận ra mắt tại MLS, giúp cho đội bóng anh hòa 1-1 trước Atlanta United. Anh được coi là một cầu thủ dự phòng cho Philadelphia Union, chấn thương và án treo giò đã tạo cơ hội cho Aaronson ra sân ngay từ đầu và xuất sắc ở đội bóng với tư cách vừa là cầu thủ kiến tạo số 10, vừa là tiền vệ box-to-box bên cánh trái.
Cuối mùa giải này, Aaronson đã về nhì cho giải Tân binh của năm MLS 2019, với 3 bàn thắng và 2 pha kiến tạo trong hơn 1,640 phút thi đấu. Aaronson là cầu thủ trẻ nhất trong số năm cầu vào chung kết.
Mùa giải 2020 đã trở thành một năm đột phá đối với Aaronson, người kết thúc mùa giải với 31 lần ra sân trong trận đấu và ghi được 4 bàn thắng. Màn trình diễn của Aaronson trong mùa giải này đã mang về cho anh với danh hiệu bao gồm việc được đưa tên vào Đội hình xuất sắc nhất MLS năm 2020 và MLS is Back Tournament. Philadelphia Union đã kết thúc mùa giải với thành tích giải đấu tốt nhất khi giành được giải thưởng đầu tiên cho đội bóng này, Supporters' Shield 2020.

### Red Bull Salzburg
Sau những tin đồn dai dẳng, ngày 16 tháng 10 năm 2020,  Aaronson gia nhập đội bóng Red Bull Salzburg ở Đức có hiệu lực kể từ tháng 1 năm 2021. Trong khi phí chuyển nhượng chưa được tiết lộ, Philadelphia Union đã thông báo rằng đây sẽ là phí chuyển nhượng cao nhất được trả cho cầu thủ người Mỹ từ MLS, Brenden Aaronson. Các phóng viên ban đầu cho biết chi phí trả trước là 6 triệu đô la Mỹ, kèm theo 3 triệu đô la Mỹ trong các ưu đãi có thể. Aaronson có trận ra mắt Red Bull Salzburg vào ngày 25 tháng 1, vào sân thay người trong chiến thắng 2–0 trước Rheindorf Altach.

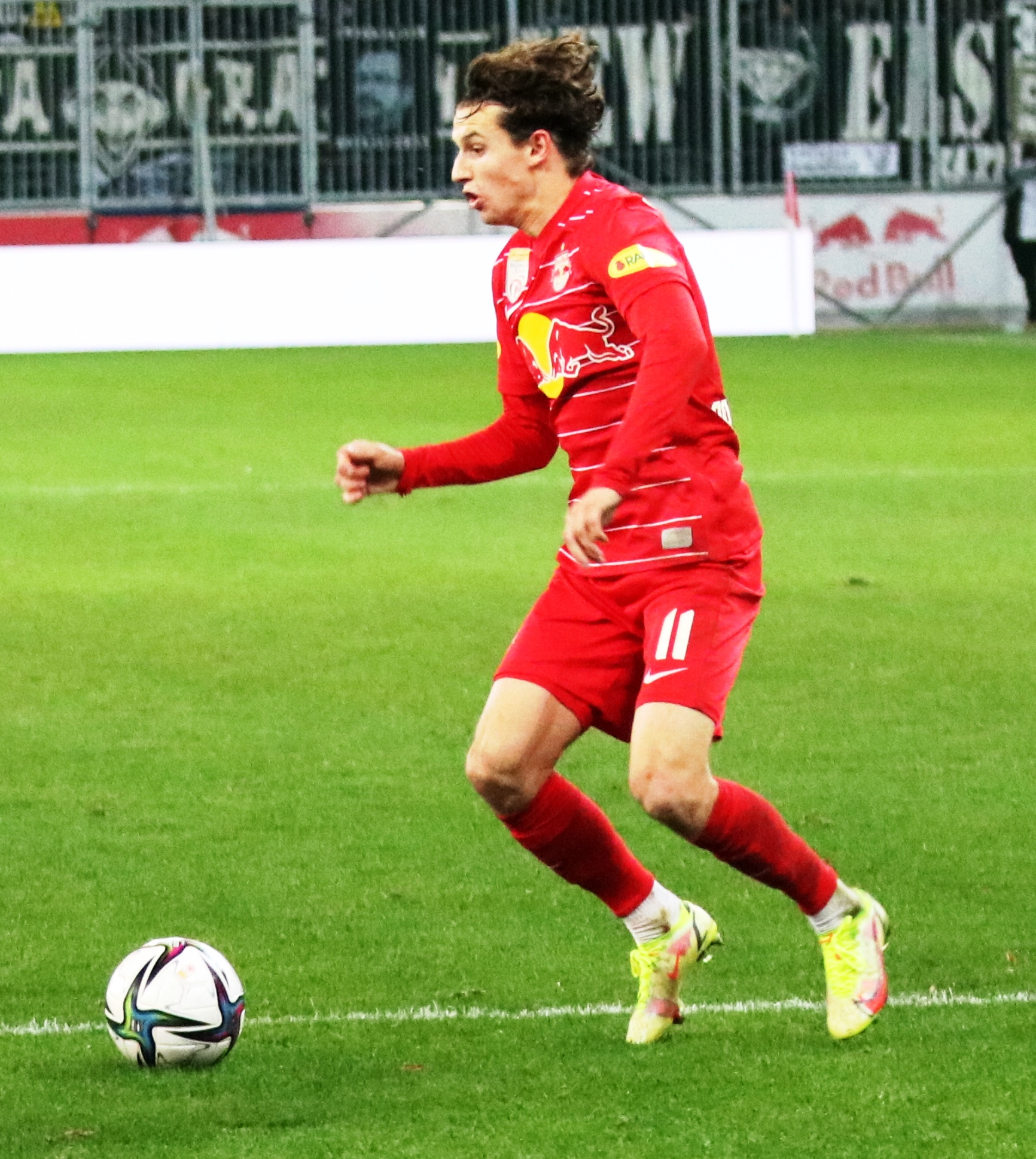
Aaronson trong trận đấu gặp RB Salzburg năm 2021

Aaronson ghi bàn thắng đầu tiên cho Red Bull Salzburg vào ngày 10 tháng 2 năm 2021, ghi bàn thắng quyết định trong chiến thắng chung cuộc 3–1 trước Austria Wien. Ngày 1 tháng 5, anh giành được vị trí á quân Cúp Bóng đá Áo khi đội bóng anh thua LASK trong trận chung kết với tỷ số 0–3. Aaronson đã ghi bàn thắng thứ hai của trận đấu và là bàn thắng thứ năm của anh tên mọi trận đấu kể từ khi gia nhập Red Bull Salzburg vào tháng 1 năm 2022.

### Leeds United
Ngày 26 tháng 5 năm 2022, Leeds United thông báo về việc ký hợp đồng 5 năm đối với Aaronson, có hiệu lực từ ngày 1 tháng 7. Sky Sports đưa tin phí chuyển nhượng là 24,7 triệu bảng. Ngày 6 tháng 8, anh có trận ra mắt ở Premier League với tư cách là cầu thủ đá chính trong trận mở màn của mùa giải 2022–23, với chiến thắng 2–1 trên sân nhà trước Wolverhampton Wanderers. Ngày 21 tháng 8, Aaronson ghi bàn thắng đầu tiên ở Premier League sau khi phạm lỗi với thủ môn Édouard Mendy của Chelsea trong chiến thắng 3–0 trên sân nhà trước kình địch Chelsea, giúp Leeds United giành chiến thắng đầu tiên trước The Blues (Chelsea) sau 20 năm.

## Sự nghiệp quốc tế
Tháng 10 năm 2019, Aaronson lần đầu tiên được gọi vào đội tuyển bóng đá quốc gia Hoa Kỳ cho các trận đấu ở CONCACAF Nations League, gặp hai đối thủ Cuba và Canada. Anh đã không giành được suất đá chính trong cả hai trận đấu. Aaronson được gọi lần thứ hai vào đội tuyển Hoa Kỳ tham dự January camp 2020. Aaronson đã có trận ra mắt chính thức trong chiến thắng 1–0 trước Costa Rica. Tháng 12 năm 2020, Aaronson ghi bàn thắng quốc tế đầu tiên trong chiến thắng 6–0 trước El Salvador.
Aaronson được đưa vào đội hình 26 cầu thủ tuyển Mỹ tham dự FIFA World Cup 2022, thi đấu cả ba trận vòng bảng.

## Đời sống cá nhân
Màn trình diễn của Aaronson cho Philadelphia Union và Red Bull Salzburg đã mang lại cho anh với biệt danh "Messi của Medford", ám chỉ nơi sinh của Aaronson và so sánh với cầu thủ người Argentina là Lionel Messi.

## Thống kê sự nghiệp
Tính đến Ngày 4 tháng 1 năm 2023
| Câu lạc bộ          | Mùa giải            | Giải đấu            | Giải đấu | Giải đấu | Cúp Quốc gia | Cúp Quốc gia | Cúp Liên đoàn | Cúp Liên đoàn | Châu lục | Châu lục | Khác | Khác | Tổng cộng | Tổng cộng |
| Câu lạc bộ          | Mùa giải            | Hạng                | Trận     | Goals    | Trận         | Bàn          | Trận          | Bàn           | Trận     | Bàn      | Trận | Bàn  | Trận      | Bàn       |
| ------------------- | ------------------- | ------------------- | -------- | -------- | ------------ | ------------ | ------------- | ------------- | -------- | -------- | ---- | ---- | --------- | --------- |
| Bethlehem Steel FC  | 2017                | USL Championship    | 5        | 0        | 1            | 0            | —             | —             | —        | —        | —    | —    | 6         | 0         |
| Bethlehem Steel FC  | 2018                | USL Championship    | 16       | 1        | 2            | 0            | —             | —             | —        | —        | —    | —    | 18        | 1         |
| Bethlehem Steel FC  | Tổng cộng           | Tổng cộng           | 21       | 1        | 3            | 0            | —             | —             | —        | —        | —    | —    | 24        | 1         |
| Philadelphia Union  | 2019                | MLS                 | 28       | 3        | —            | —            | 2             | 0             | —        | —        | —    | —    | 30        | 3         |
| Philadelphia Union  | 2020                | MLS                 | 23       | 4        | —            | —            | 1             | 0             | —        | —        | 3    | 0    | 27        | 4         |
| Philadelphia Union  | Tổng cộng           | Tổng cộng           | 51       | 7        | —            | —            | 3             | 0             | —        | —        | 3    | 0    | 57        | 7         |
| Red Bull Salzburg   | 2020–21             | Austrian Bundesliga | 20       | 5        | 3            | 2            | —             | —             | 2        | 0        | —    | —    | 25        | 7         |
| Red Bull Salzburg   | 2021–22             | Austrian Bundesliga | 26       | 4        | 5            | 0            | —             | —             | 10       | 2        | —    | —    | 41        | 6         |
| Red Bull Salzburg   | Tổng cộng           | Tổng cộng           | 46       | 9        | 8            | 2            | —             | —             | 12       | 2        | —    | —    | 66        | 13        |
| Leeds United        | 2022–23             | Premier League      | 17       | 1        | 0            | 0            | —             | —             | —        | —        | —    | —    | 17        | 1         |
| Tổng cộng sự nghiệp | Tổng cộng sự nghiệp | Tổng cộng sự nghiệp | 135      | 18       | 11           | 2            | 3             | 0             | 12       | 2        | 3    | 0    | 164       | 22        |

1. ↑  U.S. Open Cup và Cúp Bóng đá Áo
2. ↑  MLS Cup Playoffs
3. ↑  3 lần ra sân tại vòng bảng MLS is Back Tournament
4. ↑  Ra sân tại vòng loại trực tiếp MLS is Back Tournament
5. ↑  Ra sân tại UEFA Europa League
6. ↑  Ra sân tại UEFA Champions League

### Đội tuyển quốc gia
Tính đến ngày 24 tháng 3 năm 2024
| Đội tuyển quốc gia | Năm       | Trận | Bàn |
| ------------------ | --------- | ---- | --- |
| Hoa Kỳ             | 2020      | 2    | 1   |
| Hoa Kỳ             | 2021      | 13   | 4   |
| Hoa Kỳ             | 2022      | 13   | 1   |
| Hoa Kỳ             | 2023      | 10   | 2   |
| Hoa Kỳ             | 2024      | 2    | 0   |
| Tổng cộng          | Tổng cộng | 40   | 8   |

Tính đến ngày 1 tháng 6 năm 2022.
| STT | Ngày tháng               | Địa điểm                                                      | Đối thủ     | Bàn thắng | Kết quả | Giải đấu                        |
| --- | ------------------------ | ------------------------------------------------------------- | ----------- | --------- | ------- | ------------------------------- |
| 1   | Ngày 9 tháng 12 năm 2020 | Sân vận động Inter Miami CF, Fort Lauderdale, Hoa Kỳ          | El Salvador | 6–0       | 6–0     | Giao hữu                        |
| 2   | Ngày 25 tháng 3 năm 2021 | Sân vận động Wiener Neustadt, Wiener Neustadt, Áo             | Jamaica     | 2–0       | 4–1     | Giao hữu                        |
| 3   | Ngày 9 tháng 6 năm 2021  | Sân vận động Rio Tinto, Sandy, Hoa Kỳ                         | Costa Rica  | 1–0       | 4–0     | Giao hữu                        |
| 4   | Ngày 5 tháng 9 năm 2021  | Sân vận động Nissan, Nashville, Hoa Kỳ                        | Canada      | 1–0       | 1–1     | Vòng loại FIFA World Cup 2022   |
| 5   | Ngày 8 tháng 9 năm 2021  | Sân vận động Olímpico Metropolitano, San Pedro Sula, Honduras | Honduras    | 3–1       | 4–1     | Vòng loại FIFA World Cup 2022   |
| 6   | Ngày 1 tháng 6 năm 2022  | Sân vận động TQL, Cincinnati, Hoa Kỳ                          | Maroc       | 1–0       | 3–0     | Giao hữu                        |
| 7   | Ngày 24 tháng 3 năm 2023 | Sân vận động Kirani James Athletic, St. George's, Grenada     | Grenada     | 2–0       | 7–1     | CONCACAF Nations League 2022–23 |
| 8   | Ngày 12 tháng 9 năm 2023 | Allianz Field, Saint Paul, Hoa Kỳ                             | Oman        | 2–0       | 4–0     | Giao hữu                        |

## Danh hiệu
Philadelphia Union
- Supporters' Shield: 2020[40]

Red Bull Salzburg
- Giải bóng đá vô địch quốc gia Áo : 2020–21,[41] 2021–22
- Cúp bóng đá Áo : 2020–21,[42] 2021–22

Hoa Kỳ
- CONCACAF Nations League: 2019–20[43]

Cá nhân
- Đội hình trở lại giải đấu xuất sắc MLS: 2020[44]
- Đội hình xuất sắc nhất MLS: 2020[45]